# Strzebielewo (Rymań)
Strzebielewo (deutsch Strebelow) ist ein Wohnplatz in der Woiwodschaft Westpommern in Polen. Er gehört zur Gmina Rymań (Landgemeinde Roman).

## Geographische Lage
Der Wohnplatz liegt in Hinterpommern, etwa 90 Kilometer nordöstlich von Stettin und etwa zwei Kilometer nördlich des Dorfes Leszczyn (Lestin). 

## Geschichte
Der Wohnplatz wurde zu Beginn des 19. Jahrhunderts als ein Holzkaten des Rittergutes in Lestin gegründet. Später wurde Strebelow als ein Vorwerk des Rittergutes geführt. Unmittelbar nördlich befand sich damals die Lestiner Ziegelei, die in den 1900er Jahren stillgelegt wurde; an ihrem Platz wurde eine Hofstelle angelegt. 
Der Ortsname „Strebelow“ wurde auch für das 10 Kilometer westlich liegende Vorwerk Kienow verwendet. Ein Zusammenhang der Namensgebung ist nicht feststellbar. 
Bei der Parzellierung des bisherigen Rittergutes Lestin in den Jahren 1903 bis 1907 wurde Strebelow mit 125 Hektar Land separat verkauft. Der Käufer, namens Gerhard Backe, bewirtschaftete Strebelow als eigenen, kleinen Gutsbetrieb. Im Jahre 1939 umfasste der Betrieb 150 Hektar Land, mit zehn Pferden, 60 Rindern und 100 Schweinen. 
Bis 1945 gehörte Strebelow zur Gemeinde Lestin und mit dieser zum Landkreis Kolberg-Körlin der Provinz Pommern.
Nach dem Zweiten Weltkrieg kam Strebelow, wie ganz Hinterpommern, an Polen. Der Ortsname wurde als Strzebielewo polonisiert. 

## Entwicklung der Einwohnerzahlen
- 1864: 21 Einwohner[2]
- 1885: 08 Einwohner[2]
- 1895: 29 Einwohner[2]
- 1905: 29 Einwohner[2]
- 1925: 37 Einwohner[2]
- 2013: 01 Einwohner[3]